# 伊阪達也
伊阪 達也（いさか たつや、1985年7月12日 - ）は、日本の俳優である。石川県出身。ワン・ステップ・ミュージック、プロダクション尾木を経て現在はえりオフィス所属。左利き。堀越高等学校卒業。

## 略歴
- 1999年、第12回「ジュノン・スーパーボーイ・コンテスト」で準グランプリを受賞[4]。
- 2002年、テレビドラマ『ごくせん』 第1シリーズで俳優デビュー[1]。
- 2004年から2005年までに放送された特撮テレビドラマ『幻星神ジャスティライザー』の伊達翔太 / ライザーグレン役として主人公を演じた[1]。
- 2005年に初舞台となる『ROCK MUSICAL BLEACH』にて初主演。2010年まで黒崎一護役を務めた[4]。
- 2011年に放送されたテレビドラマ『陽はまた昇る』では、内山由隆役で『ジャスティライザー』で共演した波岡一喜と共演した。[独自研究?]
- 2012年、舞台「戦国BASARA2」 に主演。以降、舞台「戦国BASARA」シリーズにて前田慶次役を務める[4]。
- 2015年、プロダクション尾木からえりオフィスに移籍[5]。

## 人物
- 趣味はギター、スノーボード、バイク、キャンプ [6]。
- 特技は殺陣、サッカー、水泳、スキー[4]。

## 出演

### テレビ
ドラマ
- ごくせん 第1シリーズ 第6話（2002年、日本テレビ） - 3年C組の生徒 役
- WATER BOYS（2003年、フジテレビ） - 長崎 役
- 火曜サスペンス劇場 震える手（2003年、日本テレビ）
- 幻星神ジャスティライザー（2004年 - 2005年、テレビ東京） - 主演・伊達翔太 / ライザーグレン 役
- シバトラ〜童顔刑事!史上最大の危機スペシャル（2009年、フジテレビ） - 谷原 役
- タンブリング（2010年、TBS） - 赤羽礼治 役
- 警部補 矢部謙三 第5話・第6話（2010年、テレビ朝日） - 平田順次 役
- クロヒョウ 龍が如く 新章（2010年、TBS・MBS）
- 金曜プレステージ特別企画 目線（2010年12月17日、フジテレビ） - 田神修司 役
- アスコーマーチ!〜県立明日香工業高校行進曲〜（2011年4月、テレビ朝日） - 龍聖 役
- 陽はまた昇る（2011年、テレビ朝日） - 内山由隆 役
- 匿名探偵 第7話（2012年、テレビ朝日） - 馬場慎司 役
- あおざくら 防衛大学校物語（2019年、毎日放送） - 西脇鷹史 役
- 警視庁ゼロ係〜生活安全課なんでも相談室〜 第5シリーズ（2021年） - 小川卓郎 役

バラエティ・その他
- 名前で呼ぶなって!（2007年 - 2008年）
- 仲間由紀恵の蒼い地球 3（2008年、テレビ東京）
- 仲間由紀恵の蒼い地球 4（2009年、テレビ東京）
- OV監督（2013年、フジテレビ）

### 映画
- 青の炎（2003年）
- 理由（2004年）
- 劇場版 超星艦隊セイザーX 戦え!星の戦士たち（2005年） - 伊達翔太 役[2]
- グーグーだって猫である（2008年） - 中央特快・タツヤ 役
- 任侠哀歌（2018年） - 花巻大助 役

### 舞台
※シリーズ作品はまとめて記載
2005年 - 2010年
- ROCK MUSICAL BLEACH - 主演・黒崎一護 役
  - ロックミュージカル BLEACH（2005年8月17日 - 28日、全労済ホール スペース・ゼロ）
  - ロックミュージカル BLEACH 再炎（2006年1月5日 - 8日、大阪メルパルクホール / 1月14日 - 19日、日本青年館 大ホール）
  - ROCK MUSICAL BLEACH The Dark of The Bleeding Moon（2006年8月10日 - 13日、大阪メルパルクホール / 8月16日 - 21日、日本青年館 大ホール）
  - ROCK MUSICAL BLEACH the LIVE "卍解SHOW code：001"（2007年1月10日 - 14日、青山劇場）
  - ROCK MUSICAL BLEACH No Clouds in the Blue Heavens（2007年3月21日 - 27日、日本青年館 大ホール / 4月3日 - 8日、兵庫県立芸術文化センター）
  - ROCK MUSICAL BLEACH DX
    - ROCK MUSICAL BLEACH THE ALL（2008年3月24日 - 26日・30日、新宿コマ劇場）
    - THE LIVE 卍解SHOW CODE:002（2008年3月27日 - 29日・31日、新宿コマ劇場）

  - ROCK MUSICAL BLEACH the Film Fes -始動！-（2009年5月16日・17日、九段会館 / 8月15日、クレオ大阪中央）
  - ROCK MUSICAL BLEACH the LIVE "卍解SHOW code：003"（2010年1月15日 - 17日、ももち文化センター大ホール / 1月20日 - 25日、シアターBRAVA! / 1月29日 - 2月8日、日本青年館 大ホール）

2009年
- ArtsFusion2008inKANAGAWA「ドリル魂・横浜現場編」（2009年2月27日 - 3月1日、神奈川県立青少年センターホール）
- メモリーズ4 〜かつてすごし日々を愛でるということ〜（2009年4月1日 - 12日、新宿シアターサンモール）
- Tower of Sugar（2009年7月23日 - 26日、全労済ホールスペース・ゼロ）
- 輝け!主婦バンド FOUR RIVERS スモーク・オン・ザ・ウォーター2009（2009年11月7日 - 15日、ル テアトル銀座 by PARCO / 11月26日、中日劇場 / 11月28日、オーバード・ホール / 12月1日、大阪厚生年金会館 芸術ホール） - 井口真人 役

2010年
- Lock the ROCK（2010年12月21日 - 26日、六行会ホール）

2011年
- 琉球ロマネスク テンペスト（2011年2月6日 - 28日、赤坂ACTシアター / 3月5日 - 20日、新歌舞伎座） - 尚泰王 役
- Knocturn「真田十勇士〜ボクらが守りたかったもの〜」（2011年12月2日 - 11日、天王洲銀河劇場） - 穴山小介 役

2012年
- 渋谷ハチ公前 第6回本公演「慣れの果て」（2012年2月22日 - 3月4日、赤坂レッドシアター）
- 石井光三オフィスプロデュース「クリンドルクラックス！」（2012年7月28日 - 8月5日、世田谷パブリックシアター / 8月8日、名鉄ホール / 8月11日、サンケイホールブリーゼ） - エルビス 役
- コーサ・ノストラの掟（2012年11月1日 - 4日、CBGKシブゲキ!!）

2012年 - 2018年
- 舞台「戦国BASARA」 - 前田慶次 役
  - 戦国BASARA2（2012年5月11日 - 15日、ル・テアトル銀座 / 5月19日・20日、シアターBRAVA! / 6月2日・3日、中日劇場）全16公演 - 主演
  - 戦国BASARA3 -咎狂わし絆-（2014年4月25日 - 5月6日、EX THEATER ROPPONGI / 5月10日・11日、中日劇場 / 5月15日 - 18日、シアターBRAVA!）全26公演
  - 戦国BASARA VS Davil May Cry（2015年8月20日 - 30日、AiiA2.5シアターTokyo）全18公演
  - 斬劇 戦国BASARA4 皇 本能寺の変（2016年7月1日 - 10日、Zeppブルーシアター六本木 / 7月16日 - 18日、梅田芸術劇場シアター・ドラマシティ）全18公演
  - 斬劇 戦国BASARA 蒼紅乱世『蒼』THE PRIDE（2018年12月21日 - 30日、オルタナティブシアター）全13公演

2013年
- 樅ノ木は残った（2013年1月、新歌舞伎座）
- タイツマンズ・バラ組LIVE「シュワッチ!」（2013年2月20日 - 3月3日、赤坂レッドシアター）
- ROBOTICS;NOTES（2013年5月3日 - 12日、全労済ホール スペース・ゼロ） - 澤田敏行 役
- トウキョウ演劇倶楽部プロデュース公演Vol.2「Moonlight Rambler(ムーンライト・ランブラー)〜月夜の散歩人〜」（2013年7月19日 - 22日、俳優座劇場 / 8月8日 - 11日、きゅりあん 小ホール） - エド=ランス 役
- 虚構の劇団公演「エゴ・サーチ」（2013年10月5日 - 20日、あうるすぽっと / 10月24日 - 27日、HEP HALL）

2014年
- タイツマンズ・バラ組LIVE「イシン！」（2014年2月14日 - 23日、赤坂レッドシアター）
- 舞台「青の祓魔師」〜青の焔 覚醒編／京都 不浄王編〜（2014年6月21日 - 29日、サンシャイン劇場） - 勝呂竜士 役
- HYBRID PROJECT Vol.12「大江戸バックドラフト」（2014年10月16日 - 19日、紀伊國屋ホール） - 比良坂 役

2014年 - 2016年
- Office ENDLESS Produce「RE-INCARNATION」 - 楽就 / 孫策伯符 役
  - vol.15「RE-INCARNATION RE-VIVAL」（2014年12月19日 - 29日、全労済ホール スペース・ゼロ / 2015年1月10日・11日、サンケイホールブリーゼ） - 楽就 役
  - vol.20「RE-INCARNATION RE-SOLVE」（2015年12月24日 - 29日、全労済ホール スペース・ゼロ / 2016年1月9日・10日、サンケイホールブリーゼ / 1月14日 - 18日、シアター1010） - 孫策伯符 役

2015年
- Office ENDLESS produce vol.16「桜の森の満開の下」（2015年2月14日 - 22日、中目黒キンケロ・シアター） - 語り部 役
- BQMAP「大図〜月から江戸まで八百歩」（2015年5月20日 - 24日、シアターサンモール） - 松田の案山子 役
- BLOOD-C 〜The LAST MIND〜（2015年7月2日 - 5日、世田谷パブリックシアター） - 黒田 役
- 攻殻機動隊ARISE：GHOST is ALIVE（2015年11月5日 - 15日、東京芸術劇場プレイハウス） - イシカワ 役
- BQMAP番外公演「さよならヨールプッキ」（2015年12月22日 - 27日、劇場MOMO）※22日のみゲスト出演

2016年
- Be With プロデュース VOL.28「灰とダイヤモンド ASHES AND THE DIAMOND 〜the sky was absolutely black」（2016年2月11日 - 14日、サンモールスタジオ） - Ruby 役
- サイコメ;ステージ（2016年3月2日 - 6日、新宿村LIVE） - 早乙女紳士 役
- AskプロデュースVol.15「WORLD ～beyond the destiny～」（2016年4月23日 - 5月1日、全労済ホール スペース・ゼロ） - 鷲沼順平 役
- 拡がる世界の片隅で（2016年5月21日・22日、座・高円寺2 / 6月4日・5日、21世紀美術館地下 シアター21） - 主演・嘉納瑛介 役
- 進戯団夢命クラシックス×07th Expansion vol.2「ROSE GUNS DAYS－season1－」（2016年9月21日 - 25日、俳優座劇場） - 敬礼寺宗平 役
- HYBRID PROJECT Vol.14「RANPO chronicle 虚構のペルソナ」（2016年11月9日 - 13日、シアターサンモール）
- Office FREE SIZE presents「野郎ども！島が見えたぞ！」（2016年11月23日 - 27日、中野ザ・ポケット） - 主演・ジャジー 役
- AND ENDLESS 20周年公演 eighty seasons and endless「ENDorphin」（2016年12月23日 - 29日、全労済ホール スペース・ゼロ） - 男7（マウリッツ・エッシャー、野中四郎） 役

2017年
- LIBERALプロデュース公演「Key Word」（2017年1月19日 - 22日、高円寺・明石スタジオ） - イッキ 役
- MileStone vol.3rd 舞台「Long Believer」（2017年2月8日 - 12日、ラゾーナ川崎プラザソル） - 明智光秀 役
- 演劇集団イヌッコロ 第11回本公演「まわれ！無敵のマーダーケース」（2017年3月21日 - 26日、中野ザ・ポケット） - 主演・藤澤智彦 役
- AskプロデュースVol.18「幻想奇譚 白蛇伝」（2017年5月25日 - 30日、紀伊國屋サザンシアターTAKASHIMAYA） - 黒風仙 役
- DisGOONie Presents Vol.4「From Three Sons of Mama Fratelli」（2017年6月9日 - 18日、Zeppブルーシアター六本木 / 6月30日 - 7月2日、梅田芸術劇場シアター・ドラマシティ）
  - 「GOOD-BYE-JOURNEY」 - ジャン 役

- 超体感ステージ「キャプテン翼」（2017年8月18日 - 9月3日、Zeppブルーシアター六本木） - デューター・ミューラー 役
- ACCA13区監察課（2017年11月3日 - 12日、品川プリンスホテル クラブeX） - ウォーブラー 役
- 舞台「刀剣乱舞」ジョ伝 三つら星刀語り（2017年12月15日 - 17日、TOKYO DOME CITY HALL / 12月21日 - 24日、大阪メルパルクホール / 12月28日・29日、福岡サンパレス ホテル＆ホール） - 黒田長政 役

2018年
- GEKIIKE本公演第9回「漆黒ノ戰花」（2018年1月17日 - 28日、新宿村LIVE） - 城戸大河：大佐 役
- 内藤みちよ一座「海に浮かぶ満月」（2018年4月4日 - 8日、座・高円寺1） - 青年 役
- 十二大戦（2018年5月4日・5日、新神戸オリエンタル劇場 / 5月9日 - 13日、シアター1010） - 怒突 役
- 音楽朗読劇「ヘブンズ・レコード～青空篇～」（2018年10月10日 - 12日、有楽町よみうりホール / 10月18日 - 21日、神戸新聞松方ホール） - 楠繁 役

2018年 - 2019年
- Askプロデュース～バッキャローシリーズ 第5弾～＜世界遺産シリーズ＞ - 蟻川俊作 役
  - vol.21「山のバッキャロー！！」～富岡製糸場～ ＜前編＞ （2018年9月5日 - 10日、シアターグリーンBIG TREE THEATER）
  - vol.22「雪のバッキャロー！！」～富岡製糸場～ ＜後編＞ （2019年1月30日 - 2月4日、シアターグリーンBIG TREE THEATER）

2019年
- レイルウェイ（2019年2月22日 - 3月2日、全労済ホール スペース・ゼロ） - 黒部道久 役
- デルフィニア戦記～獅子王と妃将軍～（2019年6月19日 - 23日、シアターGロッソ） - バルロ 役
- GEKIIKE 本公演第10回「光芒のマスカレード-月光仮面異聞-」（2019年7月26日 - 8月12日、新宿村LIVE） - W主演・新月仮面 / 神代誉 役

2020年
- イケメン源氏伝 あやかし恋えにし ～義経ノ章～（2020年2月14日 - 20日、三越劇場） - 源頼朝 役
- あおざくら 防衛大学校物語（2020年4月9日 - 13日、三越劇場 / 4月17日 - 19日、大阪COOL JAPAN PARK） - 西脇鷹史 役
- 真・三國無双 20周年記念公演 舞台 真・三國無双 ～赤壁の戦い IF～（2020年8月20日 - 24日、日本青年館ホール） - 夏侯惇 役

2021年
- WORLD ～Change The Sky～（2021年6月27日 - 7月4日、なかのZERO 大ホール） - 本宮勇作 役
- 三ツ星キッチン J-Musical 「LOVE」（2021年8月11日-15日、中野ザ・ポケット）

### インターネットテレビ
- 恋のパラドラ「ラストプレゼント」（2007年）
- クラフト PHILADELPHIA クリームチーズ「恋のチーズケーキ伝説〜Smile Cheesecake〜」[52] [53]（2010年） - 桜井タケル 役
- ネスレシアター「踊る大空港、或いは私は如何にして踊るのを止めてゲームのルールを変えるに至ったか。」[54][55][56]（2016年） - 佐田隆二 役

### DVD
- 幻星神ジャスティライザーひみつ大公開DVD（2005年） - ライザーグレン / 伊達翔太 役
- 幻星神 ジャスティライザー スーパーバトルメモリー（2005年） - 伊達翔太 役
- 任侠哀歌1 - 3[57][58][59]（2018年） - 花巻大助 役

### CM
- ヒラキ
- KIRIN 潤る茶（2009年）
- リクルート（2009年、スチール広告）
- J-PHONE（2009年、スチール広告）
- クラフト PHILADELPHIA クリームチーズ（2010年、Webドラマ）

### 携帯サイト
- 発掘!イケメン大好き!（2008年）

### イベント
- 戦国BASARA「バサラ祭2012 ～夏の陣～」（2012年8月11日・12日、幕張メッセ）
- 戦国BASARA「武将祭2013」（2013年7月13日 - 14日、有明コロシアム）※14日のみ出演
- 千葉魂III（2015年3月14日・15日、美浜文化ホール）
- 伊阪達也&南圭介のなかよしトーク!!〜ぼくたち実は同い年です〜（2016年1月24日、シダックスホール）
- 即興芝居×即プレビュー「potluck11 supported by ASTRO HALL」（2016年7月21日・22日、原宿アストロホール）
- 今月の宮下雄也vol.17[60]（2016年8月12日、新宿ロフトプラスワン）
- 戦国BASARA「バサラ祭2018～夏の陣～」[61][62]（2018年7月14日、中野サンプラザホール）
- BASARA CLUB ファンミーティング2018秋 ～学園祭～ 大阪編（2018年10月27日、大阪府立男女共同参画・青少年センター）
- 東京コミコン2018 コミコンステージ/月光仮面（2018年11月30日、幕張メッセ 9・10・11ホール）
- BASARA CLUB ファンミーティング2019春（2019年4月6日、ニッショーホール）

### ラジオ
- 舞台やろうっ！/杉江大志のスマイル大使！ 第3回・第4回（2018年4月、USEN） - ゲスト出演